# 下町俊貴
下町 俊貴（しもまち としき、1996年11月4日 - ）は、日本のプロボクサー。第47代日本スーパーバンタム級王者。大阪府寝屋川市出身。グリーンツダボクシングジム所属。

## 来歴
小学5年生からボクシングを始めたが、1年で辞め、中・高時代は帰宅部だったが、高校卒業前に再びボクシングを始めた。
2015年12月5日にエディオンアリーナ大阪（大阪府立体育会館）第2競技場で宗雷聞とフェザー級4回戦を戦い、3回1分9秒KO勝ちでデビュー戦を白星で飾ったが、7ヶ月後の西日本スーパーバンタム級新人王予選で平沼勇介に4回判定負けでプロ初黒星を喫した。
2017年12月23日、西日本新人王として、東軍新人王の飯見嵐を相手に4回51秒TKO勝ちを収めて全日本新人王とMVPを獲得した。
2019年8月4日、エディオンアリーナ大阪第2競技場で野村健太と日本ユーススーパーバンタム級王座決定戦で対戦し、7回1分03秒TKO勝ちを収めユース王座を獲得した。
2019年12月8日、エディオンアリーナ大阪第2競技場でインドネシアスーパーバンタム級1位のジュフリー・カカフリと56.5kg契約8回戦で対戦し、初回3分8秒KO勝ちを収めた。
2020年8月9日、枚方市総合体育館で英洸貴と日本ユーススーパーバンタム級タイトルマッチを行い、5回1分59秒TKO勝ちを収め初防衛に成功した。
2021年1月8日、日本スーパーバンタム級ユース王座を返上した。
2022年12月11日、エディオンアリーナ大阪第2競技場でWBO世界フェザー級13位のジョー・サンティシマとフェザー級10回戦で対戦し、10回3-0の判定勝ちを収めた。
2023年4月26日、後楽園ホールで日本スーパーバンタム級1位の石井渡士也と日本同級王座決定戦を行う予定だったが、石井が棄権し中止となった。
2023年6月29日、後楽園ホールで日本スーパーバンタム級5位の大湾硫斗と日本同級王座決定戦を行い、10回3-0（97-93×2、98-93）の判定勝ちを収め、王座を獲得した。
2023年10月31日、後楽園ホールで日本スーパーバンタム級1位の石井渡士也と日本同級タイトルマッチを行い、一度流れて実現した両者の試合は10回1-0（96-93、95-95×2）の引き分け判定となるも、初防衛に成功した。
2024年4月13日、エディオンアリーナ大阪第2競技場で日本スーパーバンタム級1位のデカナルド闘凜生と日本同級タイトルマッチを行い、5回1分7秒TKO勝ちを収め2度目の防衛に成功した。
2024年9月3日、有明アリーナで井上尚弥 対 テレンス・ジョン・ドヘニー戦の前座で、日本スーパーバンタム級3位および日本同級ユース王者の津川龍也と日本同級タイトルマッチを行い、8回でダウンを奪われるも10回3-0（96-93×2、97-92）の判定勝ちを収め3度目の防衛に成功した。
2025年1月24日、有明アリーナで井上尚弥対金藝俊の前座で日本スーパーバンタム級13位の平野岬と対戦し、最終回でダウンを奪われるも10回2-0（95-93×2、94-94）の判定勝ちを収め4度目の防衛に成功した。
世界王座挑戦を視野に入れ、世界レベルや世界ランカーとの試合に備えるため2025年2月13日付で日本スーパーバンタム級王座を返上した。
2025年4月29日、エディオンアリーナ大阪第2競技場で元バンタム級世界ランカーのアラン・ディパエンと56.3kg契約8回戦で対戦し、8回3-0（78-74、79-73×2）の判定勝ちを収めた。

## 戦績
- プロボクシング：25戦 21勝 (12KO) 1敗 3分

| プロボクシング 戦績 | プロボクシング 戦績 | プロボクシング 戦績 | プロボクシング 戦績 | プロボクシング 戦績 | プロボクシング 戦績 | プロボクシング 戦績 |
| ------------------- | ------------------- | ------------------- | ------------------- | ------------------- | ------------------- | ------------------- |
| 25 試合             | (T)KO               | 判定                | その他              | 引き分け            | 無効試合            |                     |
| 21 勝               | 12                  | 9                   | 0                   | 3                   | 0                   |                     |
| 1 敗                | 0                   | 1                   | 0                   | 3                   | 0                   |                     |

| 戦           | 日付           | 勝敗 | 時間    | 内容    | 対戦相手                                   | 国籍         | 備考                                             |
| ------------ | -------------- | ---- | ------- | ------- | ------------------------------------------ | ------------ | ------------------------------------------------ |
| 1            | 2015年12月5日  | ☆    | 3R 1:09 | KO      | 宗雷聞（姫路木下）                         | 日本         | プロデビュー戦                                   |
| 2            | 2016年4月3日   | ☆    | 4R      | 判定3-0 | 伊東 伸喜（神拳阪神）                      | 日本         | 2016年度西日本スーパーバンタム級新人王予選       |
| 3            | 2016年7月18日  | ★    | 4R      | 判定1-2 | 平沼勇介（フュチュール）                   | 日本         | 2016年度西日本スーパーバンタム級新人王予選       |
| 4            | 2016年12月11日 | △    | 4R      | 判定0-1 | 原優奈（六島）                             | 日本         |                                                  |
| 5            | 2017年4月2日   | ☆    | 1R 1:56 | TKO     | 馬場一輝（明石）                           | 日本         | 2017年度西日本スーパーバンタム級新人王予選       |
| 6            | 2017年7月29日  | ☆    | 4R      | 判定3-0 | 山田知輝（JM加古川)                        | 日本         | 2017年度西日本スーパーバンタム級新人王予選       |
| 7            | 2017年9月17日  | ☆    | 4R 2:25 | KO      | 濱口稜生 (エディタウンゼント)              | 日本         | 2017年度西日本スーパーバンタム級新人王決勝戦     |
| 8            | 2017年11月12日 | ☆    | 5R      | 判定2-0 | 干場悟（タイガーウイング）                 | 日本         | 2017年度スーパーバンタム級新人王戦西軍代表決定戦 |
| 9            | 2017年12月23日 | ☆    | 4R 0:51 | TKO     | 飯見嵐（ワタナベ）                         | 日本         | 2017年度全日本スーパーバンタム級新人王決勝戦     |
| 10           | 2018年4月1日   | ☆    | 2R 2:59 | TKO     | 遠藤清平（RK蒲田）                         | 日本         |                                                  |
| 11           | 2018年8月11日  | ☆    | 6R      | 判定3-0 | レナン・ポルテス                           | フィリピン   |                                                  |
| 12           | 2018年12月9日  | △    | 8R      | 判定0-0 | 渡部大介（ワタナベ）                       | 日本         |                                                  |
| 13           | 2019年8月4日   | ☆    | 7R 1:03 | TKO     | 野村健太（仲里）                           | 日本         | 日本スーパーバンタム級ユース王座決定戦           |
| 14           | 2019年12月8日  | ☆    | 1R 3:08 | KO      | ジュフリー・カカフリ                       | インドネシア | 56.5kg契約8回戦                                  |
| 15           | 2020年8月9日   | ☆    | 5R 1:59 | TKO     | 英洸貴（カシミ）                           | 日本         | 日本ユース防衛1                                  |
| 16           | 2021年4月11日  | ☆    | 3R 2:35 | TKO     | サンダー照屋（平仲BS）                     | 日本         |                                                  |
| 17           | 2022年4月3日   | ☆    | 8R 0:50 | TKO     | ジェリー・カストロ・ヴェルデ（寝屋川石田） | フィリピン   |                                                  |
| 18           | 2022年8月7日   | ☆    | 7R 1:38 | TKO     | 水野拓哉（松田）                           | 日本         |                                                  |
| 19           | 2022年12月11日 | ☆    | 10R     | 判定3-0 | ジョー・サンティシマ                       | フィリピン   |                                                  |
| 20           | 2023年6月29日  | ☆    | 10R     | 判定3-0 | 大湾硫斗（志成）                           | 日本         | 日本スーパーバンタム級王座決定戦                 |
| 21           | 2023年10月31日 | △    | 10R     | 判定1-0 | 石井渡士也（REBOOT）                       | 日本         | 日本防衛1                                        |
| 22           | 2024年4月13日  | ☆    | 5R 1:07 | TKO     | デカナルド闘凜生（六島）                   | 日本         | 日本防衛2                                        |
| 23           | 2024年9月3日   | ☆    | 10R     | 判定3-0 | 津川龍也（ミツキ）                         | 日本         | 日本防衛3                                        |
| 24           | 2025年1月24日  | ☆    | 10R     | 判定2-0 | 平野岬（三松）                             | 日本         | 日本防衛4                                        |
| 25           | 2025年4月29日  | ☆    | 8R      | 判定3-0 | アラン・ディパエン                         | タイ         | 56.3kg契約8回戦                                  |
| テンプレート |                |      |         |         |                                            |              |                                                  |

## 獲得タイトル
- 2017年度全日本スーパーバンタム級新人王 MVP
- 日本スーパーバンタム級ユース王座（防衛1=返上）
- 日本スーパーバンタム級王座（防衛4=返上）